# Герман II (ландграф Тюрингії)
Герман II (нім. Hermann II von Thüringen, нар. 28 березня 1222 — пом. 3 січня 1241 року) — 7-й ландграф Тюрингії в 1227—1241 роках, 19-й пфальцграф Саксонії у 1227—1241 роках.

## Життєпис
Походив з династії Людовінгів. Єдиний син Людвіга IV, ландграфа Тюрингії й пфальцграфа Саксонії, і Єлизавети Арпад. Народився 1222 році у місті Кройцбург. У 1227 році втратив батька, що рушив у хрестовий похід. Оголошений володарем Тюрингії. Регентом став його стрийко Генріх Распе. Невдовзі останній вигнав матір Германа II з країни. У 1231 року Генріх Распе оголосив себе співволодарем Германа II.
З метою зміцнення свого становища Герман II одружився з Геленою, донькою Оттона I Вельфа, герцога Брауншвейг-Люнебурзького. Помер 1241 року, за деякими відомостями Германа II було отруєно. Поховано в родинному монастирі Райнхардсбрунн.